# U-562 (tàu ngầm Đức)
U-562 là một tàu ngầm tấn công  Lớp Type VII thuộc phân lớp Type VIIC được Hải quân Đức Quốc Xã chế tạo trong Chiến tranh Thế giới thứ hai. Nhập biên chế năm 1941, nó đã thực hiện được mười chuyến tuần tra, đánh chìm được sáu tàu buôn với tổng tải trọng 37.287 GRT, đồng thời gây hư hại cho một tàu buôn tải trọng 3.359 GRT. Trong chuyến tuần tra cuối cùng, U-562 bị một máy bay ném bom Vickers Wellington phối hợp cùng tàu khu trục HMS Isis và tàu khu trục hộ tống HMS Hursley đánh chìm ngoài khơi Benghazi, Địa Trung Hải vào ngày 19 tháng 2, 1943. 

## Thiết kế và chế tạo

### Thiết kế

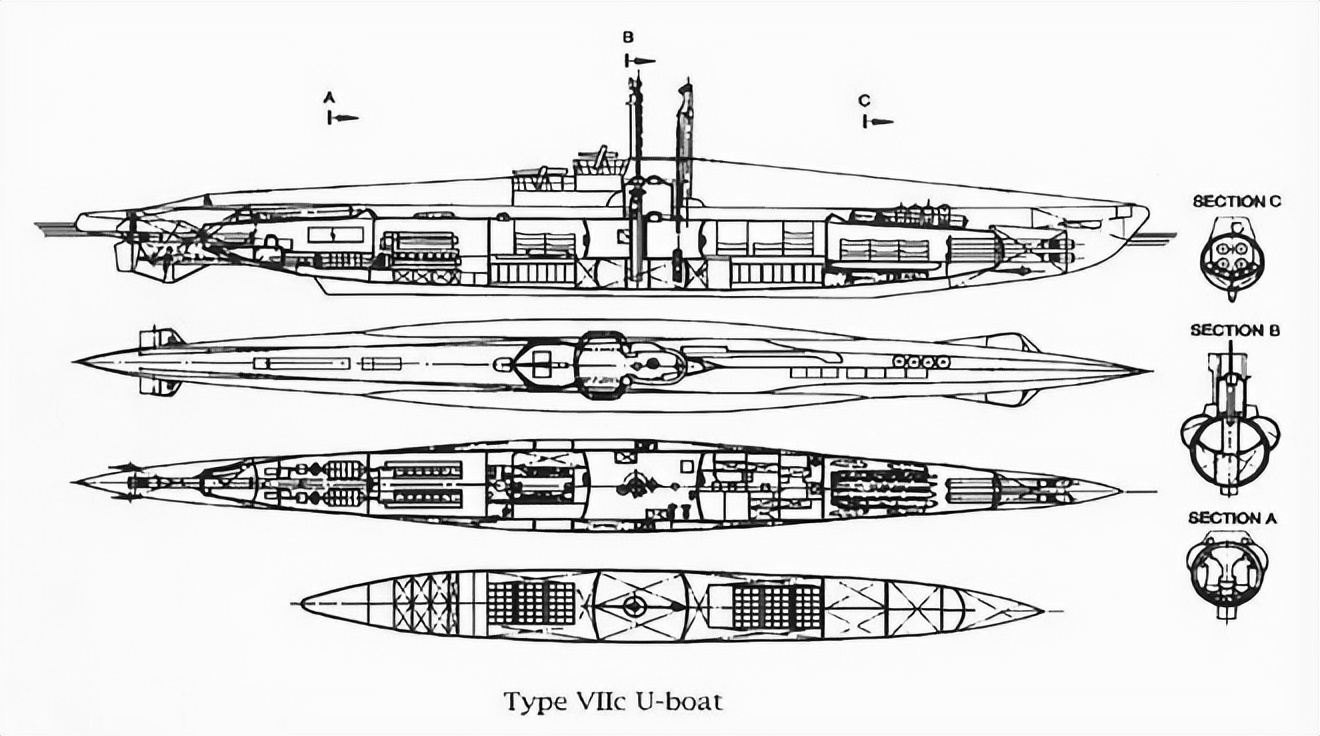
Sơ đồ các mặt cắt một tàu ngầm Type VIIC

Phân lớp VIIC của Tàu ngầm Type VII là một phiên bản VIIB được kéo dài thêm. Chúng có trọng lượng choán nước 769 t (757 tấn Anh) khi nổi và 871 t (857 tấn Anh) khi lặn). Con tàu có chiều dài chung 67,10 m (220 ft 2 in), lớp vỏ trong chịu áp lực dài 50,50 m (165 ft 8 in), mạn tàu rộng 6,20 m (20 ft 4 in), chiều cao 9,60 m (31 ft 6 in) và mớn nước 4,74 m (15 ft 7 in).
Chúng trang bị hai động cơ diesel Germaniawerft F46 siêu tăng áp 6-xy lanh 4 thì, tổng công suất 2.800–3.200 PS (2.100–2.400 kW; 2.800–3.200 bhp), dẫn động hai trục chân vịt đường kính 1,23 m (4,0 ft), cho phép đạt tốc độ tối đa 17,7 kn (32,8 km/h), và tầm hoạt động tối đa 8.500 nmi (15.700 km) khi đi tốc độ đường trường 10 kn (19 km/h). Khi đi ngầm dưới nước, chúng sử dụng hai động cơ/máy phát điện Garbe, Lahmeyer & Co. RP 137/c  tổng công suất 750 PS (550 kW; 740 shp). Tốc độ tối đa khi lặn là 7,6 kn (14,1 km/h), và tầm hoạt động 80 nmi (150 km) ở tốc độ 4 kn (7,4 km/h). Con tàu có khả năng lặn sâu đến 230 m (750 ft).
Vũ khí trang bị có năm ống phóng ngư lôi 53,3 cm (21 in), bao gồm bốn ống trước mũi và một ống phía đuôi, và mang theo tổng cộng 14 quả ngư lôi, hoặc tối đa 22 quả thủy lôi TMA, hoặc 33 quả TMB. Tàu ngầm Type VIIC bố trí một hải pháo 8,8 cm SK C/35 cùng một pháo phòng không 2 cm (0,79 in) trên boong tàu. Thủy thủ đoàn bao gồm 4 sĩ quan và 40-56 thủy thủ.

### Chế tạo
U-562 được đặt hàng vào ngày 16 tháng 10, 1939, và được đặt lườn tại xưởng tàu của hãng Blohm & Voss ở Hamburg vào ngày 7 tháng 2, 1940. Nó được hạ thủy vào ngày 24 tháng 1, 1941, và nhập biên chế cùng Hải quân Đức Quốc Xã vào ngày 20 tháng 3, 1941 dưới quyền chỉ huy của Hạm trưởng, Trung úy Hải quân Herwig Collmann.

## Lịch sử hoạt động

### 1941
Sau khi hoàn tất việc huấn luyện trong thành phần Chi hạm đội U-boat 1, U-562 tiếp tục phục vụ cùng đơn vị này cho đến khi được điều sang Chi hạm đội U-boat 29 từ ngày 1 tháng 3, 1942 để hoạt động tại Địa Trung Hải cho đến khi bị mất.

#### Chuyến tuần tra thứ nhất
U-562 khởi hành từ cảng Kiel, Đức vào ngày 19 tháng 6, 1941 cho chuyến tuần tra đầu tiên trong chiến tranh. Nó tiến ra Bắc Hải, rồi băng qua khe GI-UK giữa Iceland và quần đảo Faroe để vòng qua quần đảo Anh và hoạt động tại vùng biển Bắc Đại Tây Dương về phía Nam Greenland. Nó không đánh chìm được mục tiêu nào, nên kết thúc chuyến tuần tra và đi đến cảng Lorient bên bờ Đại Tây Dương của Pháp đã bị Đức chiếm đóng, đến nơi vào ngày 30 tháng 7.

#### Chuyến tuần tra thứ hai
U-562 xuất phát từ cảng Lorient vào ngày 25 tháng 8 cho chuyến tuần tra thứ hai, và đã hoạt động trong vùng biển Đại Tây Dương về phía Tây Nam Ireland. Nó kết thúc chuyến tuần tra mà không đánh chìm được mục tiêu nào, và quay về cảng Brest cùng bên bờ Đại Tây Dương của Pháp vào ngày 3 tháng 9.

#### Chuyến tuần tra thứ ba
U-562 rời cảng Brest vào ngày 11 tháng 9 cho chuyến tuần tra thứ ba để hoạt động trong Bắc Đại Tây Dương về phía Nam eo biển Đan Mạch (giữa Greenland và Iceland). Tại đây vào ngày 22 tháng 9, nó phóng ngư lôi đánh chìm chiếc tàu buôn Anh Erna III 1.590 GRT, vốn bị tụt lại phía sau Đoàn tàu ON-16, ở vị trí khoảng 275 nmi (509 km) về phía Đông Bắc mũi Farewell, Greenland. Đến ngày 2 tháng 10, chiếc tàu ngầm lại tấn công và đánh chìm chiếc Empire Wave, một tàu CAM 7.463 GRT vốn bị tách rời khỏi Đoàn tàu ON-19, ở vị trí khoảng 500 nmi (930 km) về phía Đông mũi Farewell. Chiếc tàu ngầm quay trở về Brest vào ngày 15 tháng 10.

#### Chuyến tuần tra thứ tư
Rời căn cứ Brest vào ngày 17 tháng 11 cho chuyến tuần tra thứ tư, U-562 được lệnh chuyển sang hoạt động tại khu vực Địa Trung Hải. Sau khi thành công trong việc băng qua eo biển Gibraltar được lực lượng Đồng Minh phòng thủ nghiêm ngặt vào ngày 27 tháng 11, chiếc U-boat đi đến căn cứ hoạt động mới tại cảng Messina trên đảo Sicilia, Ý vào ngày 
6 tháng 12.

#### Chuyến tuần tra thứ năm
U-562 xuất phát từ Messina vào ngày 6 tháng 2 cho chuyến tuần tra thứ năm, và đã hoạt động trong khu vực Đông Địa Trung Hải ngoài khơi Libya và Ai Cập. Tuy nhiên nó không đánh chìm được mục tiêu nào, và đã đi đến cảng Pola, Ý (nay là Pula thuộc Croatia) vào ngày 29 tháng 12.

### 1942

#### Chuyến tuần tra thứ sáu
Chuyến tuần tra thứ sáu của U-562, cùng xuất phát và kết thúc tại Pola, kéo dài từ ngày 4 tháng 4 đến ngày 11 tháng 5. Nó đã hoạt động trong khu vực Đông Địa Trung Hải ngoài khơi Ai Cập, Palestine và chung quanh đảo Cyprus. Tại đây vào ngày 13 tháng 4, nó đã rải một bãi mìn ngoài khơi cảng Famagusta. Các quả thủy lôi này đã đánh chìm chiếc tàu kéo Anh Alliance 81 GRT và chiếc thuyền buồm Anh Terpsithea 157 GRT cùng vào ngày 29 tháng 4.

#### Chuyến tuần tra thứ bảy và thứ tám
U-562 rời Pola vào ngày 22 tháng 6 cho chuyến tuần tra thứ bảy, và đã tiếp tục hoạt động trong khu vực Đông Địa Trung Hải ngoài khơi Palestine. Tại đây vào ngày 14 tháng 7, nó phóng ngư lôi tấn công một đoàn tàu vận tải, và đã gây hư hại cho chiếc tàu chở dầu Hà Lan Adinda 3.359 GRT. Chiếc U-boat kết thúc chuyến tuần tra tại cảng La Spezia, Ý vào ngày 25 tháng 7.
Chuyến tuần tra tiếp theo, cùng xuất phát và kết thúc tại La Spezia, kéo dài từ ngày 5 tháng 9 đến ngày 18 tháng 10. U-562 chuyển sang hoạt động tại khu vực Bắc Phi ngoài khơi Algérie.

#### Chuyến tuần tra thứ chín
Trong chuyến tuần tra tiếp theo, cùng xuất phát và kết thúc tại La Spezia và diễn ra từ ngày 22 tháng 11 đến ngày 24 tháng 12, U-562 đã hoạt động dọc bờ biển Bắc Phi ngoài khơi Algérie. Ở vị trí khoảng 40 nmi (74 km) về phía Bắc Oran vào ngày 21 tháng 12, nó phóng ngư lôi tấn công Đoàn tàu KMF-5, đánh chìm được chiếc tàu chở quân Anh Strathallan 23.722 GRT tại tọa độ 36°52′B 00°34′T / 36,867°B 0,567°T; 16 người đã thiệt mạng do vụ đắm tàu, nhưng có đến 5.106 hành khách, binh lính và thủy thủ được cứu vớt.

### 1943

#### Chuyến tuần tra thứ mười – Bị mất
U-562 xuất phát từ cảng La Spezia vào ngày 7 tháng 2, 1943 cho chuyến tuần tra thứ mười, cũng là chuyến cuối cùng, để hoạt động tại khu vực Đông Địa Trung Hải ngoài khơi Libya. Đến ngày 19 tháng 2, ở vị trí về phía Đông Bắc Benghazi, nó bị một máy bay ném bom Vickers Wellington thuộc Liên đội 38 Không quân Hoàng gia Anh phối hợp cùng các tàu khu trục HMS Isis và tàu khu trục hộ tống HMS Hursley của Hải quân Hoàng gia Anh thả mìn sâu đánh chìm tại tọa độ 32°57′B 20°54′Đ / 32,95°B 20,9°Đ. Toàn bộ 49 thành viên thủy thủ đoàn của U-562 đều đã tử trận.

### "Bầy sói" tham gia
U-562 từng tham gia hai bầy sói:
- Bosemüller (28 tháng 8 – 2 tháng 9, 1941)
- Brandenburg (15 tháng 9 – 2 tháng 10, 1941)

### Tóm tắt chiến công
U-562 đã đánh chìm được sáu tàu buôn với tổng tải trọng 37.287 GRT, đồng thời gây hư hại cho một tàu buôn tải trọng 3.359 GRT:
| Ngày              | Tên tàu     | Quốc tịch      | Tải trọng | Số phận      |
| ----------------- | ----------- | -------------- | --------- | ------------ |
| 22 tháng 9, 1941  | Erna III    | United Kingdom | 1.590     | Bị đánh chìm |
| 2 tháng 10, 1941  | Empire Wave | United Kingdom | 7.463     | Bị đánh chìm |
| 2 tháng 12, 1941  | Grelhead    | United Kingdom | 4.274     | Bị đánh chìm |
| 29 tháng 4, 1942  | Alliance    | United Kingdom | 81        | Bị đánh chìm |
| 29 tháng 4, 1942  | Terpsithea  | United Kingdom | 157       | Bị đánh chìm |
| 14 tháng 7, 1942  | Adinda      | Netherlands    | 3.359     | Bị hư hại    |
| 21 tháng 12, 1942 | Strathallan | United Kingdom | 23.722    | Bị đánh chìm |